# プールヴーモデル紹介所
プールヴーモデル紹介所/Pour Vous モデル紹介所は、美術モデルの紹介を行っている人材派遣の事務所である。

## 概要
1949年より現在に至るまで、美術モデルの人材派遣を行っている。本社は東京の上野にあるだけだが、関東地区ばかりでなく、東北地方や新潟方面や沖縄にも派遣を行っている。
首都圏での美術モデル派遣業では、北村美術モデル紹介所と双璧をなす業界大手で、歴史と知名度がある。
数少ない、「厚生労働大臣許可を受けている美術モデル派遣事務所」でもある。
ヌードの仕事のみを専門にするモデル（ヌードモデル・裸婦モデル）、衣装を装った仕事のみを専門にするモデル（コスチュームモデル・着衣モデル）、または、ヌードと衣装の両方の仕事をするモデルなど、多数のモデルが在籍している。
プールヴーに在籍する美術モデルに於いては、ヌードモデルは、不注意の打撲などで傷や痣を作ったりしない・たとえ虫刺され一つでも作ったりしない等、その他、美しい体を保つための高い意識を必須とされている。着衣モデルは、自分に似合わない服を着てはいけない・自分に似合わない服を持っていてはいけない等、その他、衣服やファッションに対する高い意識が必須とされている。
「プールヴー」とは、フランス語で、Pour vous　であり、日本語に訳すと「貴方がたのために」となる。（英語でfor youの意。）「貴方がた」＝画家、彫刻家のためでもあり、モデルのためでもある。彫刻家の木内克の命名である
。　（※ 「pour vous」は 仏語の文法上、二人称単数形である「貴方のために」ではあるが、木内克は「For you」の持つ二人称複数形・敬称「貴方がたのために」という意味で命名した。
2020年5月ホームページ開設　https://pourvous-model.jimdosite.com/。

## 所在地
住所
東京都台東区上野桜木1丁目8-6 201
アクセス
東京メトロ千代田線根津駅から、500m ほど離れた場所にある。
なお、近所に、東京芸術大学がある。

## 沿革
- 1927年、プールヴーモデル紹介所の創始者の浅尾丁策が、画材店の浅尾拂雲堂を創業する[4]
- 1947年、浅尾丁策が、浅尾拂雲堂にてモデルの斡旋を行う[1]
- 1948年、浅尾丁策が、浅尾拂雲堂の2階に、「プールヴー美術研究所」を開く
- 1949年、浅尾丁策が、「プールヴーモデル紹介所」を設立する[1]
- 1990年頃、モデル登録者が、北村美術モデル紹介所と共に200人ぐらいとなる[1]
- 2000年、創業者の浅尾丁策が死去する[1]